# Расидева къща
Расидевата къща (на гръцки: Οικία Pασίδη) е къща в град Лерин, Гърция.

## Местоположение
Къщата е разположена на улица „Преспес“ № 21.

## История
Построена е в междувоенния период и е собственост на Ставрос Расидис.
В 1995 година къщата заедно с разположената до нея неокласическа сграда на № 19 са обявени за паметници на културата.

## Архитектура
Сградата е на два етажа с неокласическа архитектура с дискретна украса на фасадата.